# Этока (село)
Это́ка — село в Предгорном районе (муниципальном округе) Ставропольского края России.

## Варианты названия
- Этокский,
- Этоцка[4].

## География
Расположено на высоте 764 м над уровнем моря у подножия горы Джуца. По территории села протекает река Этока.
Расстояние до краевого центра: 152 км.
Расстояние до районного центра: 19 км.

## История
Село Этока основано в начале XIX века. Первоначально село называлось хутор Сабля. Нынешнее название село получило в 1883 году.
Решением исполнительного комитета Ставропольского краевого Совета народных депутатов от 31 октября 1989 года № 411а часть села Этока Этокского сельсовета Предгорного района, условно называемая «Усадьба сельхозтехники», была передана в состав посёлка Горячеводский Пятигорского горсовета.
До 16 марта 2020 года село было административным центром упразднённого Этокского сельсовета.

## Население
| 1989 | 2002  | 2010  | 2014  | 2021  |
| ---- | ----- | ----- | ----- | ----- |
| 3407 | ↘3096 | ↘2854 | ↗2900 | ↘2485 |

По данным переписи 2002 года, в национальной структуре населения русские составляли 56 %, армяне — 36 %.

## Инфраструктура
- Этокская врачебная амбулатория — ул. 50 лет Октября, 142а.

## Образование
- Средняя общеобразовательная школа № 13[12]

## Улицы
В селе 17 улиц: 50 лет Октября, Гагарина, Горького, Коллективная, Комсомольская, Лермонтова, Лысогорская, Маяковского, Мира, Некрасова, Новая, Орджоникидзе, Садовая, Терешковой, Тихая, Шевченко, Школьная.

## Экономика
- «Фильера» (производство трикотажных изделий) — ул. 50 лет Октября,484.
- «Предгорье» ООО.

## Транспорт
В село Этока можно приехать из города Пятигорска на автобусе и маршрутном такси № 107.

## Религия
Русская православная церковь
- Церковь Покрова Пресвятой Богородицы, ул. 50 лет Октября, 113-А
- Часовня иконы Божьей Матери «Нерушимая стена». Освящена 1 июня 2008 года. Построена на средства местного мецената Вазгена Вартанова[5]

Церковь Адвентистов Седьмого Дня
- Община Адвентистов Седьмого дня, ул. Валентины Терешковой, 41

## Кладбища
В границах села расположены 3 кладбища:
- общественное открытое (ул. 50 лет Октября, 105, 150 м от жилого дома), площадь участка 11 010 м²;
- общественное открытое (ул. 50 лет Октября, 209, 550 м от жилого дома), площадь участка 2056 м²;
- общественное открытое (западная окраина села), площадь участка 77 700 м²[13].

## Памятники
- Обелиск воинам-землякам, погибшим в годы гражданской и Великой отечественной войн. 1977 год[14]

## Памятники археологии
Согласно Постановлению главы администрации Ставропольского края
| Название                                               | Временной период               | Место положение                                                            |
| ------------------------------------------------------ | ------------------------------ | -------------------------------------------------------------------------- |
| 982. Могильник «Этокский-1»                            | VIII — VII вв. до н. э.        | село Этока, западная окраина, правый берег реки Этока                      |
| 983. Могильник «Этокский-2»                            | VI — V вв. до н. э.            | село Этока, левый берег реки Этока, 200—250 м севернее западной части села |
| 984. Могильник «Этокский-3»                            | IV — VII вв. н. э.             | село Этока, западная часть посёлка, правый берег реки Этока                |
| 985. Поселение «Этокское — 1»                          | кон. II — нач. I тыс. до н. э. | село Этока, западная окраина, правый берег реки Этока                      |
| 988. Поселение «Этокское — 2»                          | кон. II — нач. I тыс. до н. э. | село Этока, южный и восточный склоны возвышенности городища «Этокское — 1» |
| 986. Поселение «Этокское — 3»                          | кон. II — нач. I тыс. до н. э. | 1 км северо-восточнее села Этока, левый берег реки Этока.                  |
| 987. Городище «Этокское-1»                             | I тыс. н. э.                   | село Этока, севернее западной части, на возвышенности.                     |
| 989. Могильник «Горно-Джуцкий»                         | кон. II — нач. I тыс. до н. э. | 1,5 — 2 км западнее с. Этока, северо-западные отроги горы Джуца.           |
| Курганный могильник «Этокский-1» (19 курганная насыпь) | эпоха бронзы-средневековье     | В 0,55 км к северу от п. Этока, на краю высокого левого берега р. Этока.   |